# Oldsmobile Cutlass
Oldsmobile Cutlass var en bilmodell som tillverkades av Oldsmobile i många olika utföranden mellan 1961 och 1999.